# 罗德鼠鱼
罗德鼠鱼（学名：Corydoras revelatus）是已绝种的鼠鱼，屬於兵鯰屬，生存于古新世晚期的阿根廷萨尔塔，约5850万年前到5820万年前，这是已知最早的美鯰科之一。